# Старый Хкем
Старый Хкем (лезг. ЦӀуру Хкем) — упразднённое село в Ахтынском районе Дагестана.

## География
Хкем расположен в северной части Ахтынского района Дагестана, на южных склонах Самурского хребта, между сёлами Гра и Хуля. Близлежащие населённые пункты: Хкем, Ахты.

## История
С начала XVII века по 1839 год Старый Хкем входит в Ахтыпаринское вольное общество в составе союза сельских общин Ахтыпара-1. В 1839 году село присоединяется к Российской империи в составе Самурского округа Дагестанской области. Вместе с селом Хуля образовало Хикемское сельское общество. В 1929 году село включено в состав новообразованного Ахтынского района. После землетрясения 1966 года жители села были переселены на подножие отрога, на котором находилось старое село где было основано новое село Новый Хкем. Указом ПВС ДАССР от 15 12.1975 г. село Хкем исключено из учётных данных как не существующее.

## Население
Исторически в селе проживали лезгины, мусульмане-сунниты. В 1869 году в селе проживало 383 человека, из них мужчины — 204, женщин — 179. Село состояло из 65 дворов. В 1886 году в селе проживало 462 человека. Перед переселением население села в Новый Хкем составляло 400 человек (96 хозяйств).
| Год       | 1926 | 1939 | 1970 |
| --------- | ---- | ---- | ---- |
| Население | 280  | 328  | 165  |